# Veikkausliiga 2011
La Veikkausliiga 2011 fu la centoduesima edizione della massima serie del campionato finlandese di calcio, la ventiduesima come Veikkausliiga. Il campionato, iniziato il 2 maggio e terminato il 29 ottobre, con il formato a girone unico e composto da dodici squadre, venne vinto dall'HJK per il terzo anno consecutivo grazie alla vittoria per 0-2 in casa dell'IFK Mariehamn il 2 ottobre a cinque giornate dalla fine. Capocannoniere del torneo fu Timo Furuholm, calciatore dell'Inter Turku, con 22 reti realizzate.

## Stagione

### Novità
Dalla Veikkausliiga 2010 venne retrocesso il Lahti, mentre dalla Ykkönen 2010 venne promosso il RoPS. L'Oulu non ottenne la licenza di partecipazione alla Veikkausliiga a causa di una cattiva situazione economica, ottenendo successivamente la licenza per partecipare al campionato di Ykkönen. Il Tampere United venne escluso da ogni competizione per l'anno 2011 per aver infranto il regolamento della Federazione calcistica della Finlandia e per essere stato coinvolto in uno scandalo di partite truccate.

### Formula
Le dodici squadre si affrontavano tre volte nel corso del campionato, per un totale di 33 giornate. Le squadre piazzatesi ai primi sei posti al termine della Veikkausliiga 2010 giocarono in casa una partita in più. La prima classificata era decretata campione di Finlandia e veniva ammessa alla UEFA Champions League 2012-2013. La seconda classificata veniva ammessa al secondo turno di qualificazione della UEFA Europa League 2012-2013, mentre la terza classificata al primo turno di qualificazione. Se la vincitrice della Suomen Cup, ammessa al terzo turno di qualificazione della UEFA Europa League 2012-2013, si classificava al secondo o al terzo posto, la terza classificata veniva ammessa al secondo turno e la quarta classificata al primo turno di qualificazione della UEFA Europa League. L'ultima classificata veniva retrocessa direttamente in Ykkönen.

## Squadre partecipanti
| Club          | Stagione | Città       | Stadio                        | Stagione 2010              |
| ------------- | -------- | ----------- | ----------------------------- | -------------------------- |
| Haka          | dettagli | Valkeakoski | Tehtaan kenttä                | 8º posto in Veikkausliiga  |
| HJK           |          | Helsinki    | Sonera Stadium                | Campione di Finlandia      |
| Honka         |          | Espoo       | Tapiolan Urheilupuisto        | 4º posto in Veikkausliiga  |
| IFK Mariehamn | dettagli | Mariehamn   | Wiklöf Holding Arena          | 12º posto in Veikkausliiga |
| Inter Turku   |          | Turku       | Veritas Stadion               | 6º posto in Veikkausliiga  |
| Jaro          | dettagli | Jakobstad   | Jakobstads centralplan        | 5º posto in Veikkausliiga  |
| JJK           |          | Jyväskylä   | Harjun Stadion                | 13º posto in Veikkausliiga |
| KuPS          |          | Kuopio      | Magnum Areena                 | 2º posto in Veikkausliiga  |
| MyPa          |          | Kouvola     | Saviniemi                     | 9º posto in Veikkausliiga  |
| RoPS          |          | Rovaniemi   | Rovaniemen Keskuskenttä       | 1º posto in Ykkönen        |
| TPS           |          | Turku       | Veritas Stadion               | 3º posto in Veikkausliiga  |
| VPS           |          | Vaasa       | Hietalahden jalkapallostadion | 10º posto in Veikkausliiga |

## Classifica finale
|  | Pos. | Squadra       | Pt | G  | V  | N  | P  | GF | GS | DR  |
|  | ---- | ------------- | -- | -- | -- | -- | -- | -- | -- | --- |
|  | 1.   | HJK           | 81 | 33 | 26 | 3  | 4  | 86 | 23 | +63 |
|  | 2.   | Inter Turku   | 57 | 33 | 16 | 9  | 8  | 70 | 44 | +26 |
|  | 3.   | JJK           | 54 | 33 | 14 | 12 | 7  | 60 | 48 | +12 |
|  | 4.   | Honka         | 53 | 33 | 13 | 14 | 6  | 57 | 40 | +17 |
|  | 5.   | TPS           | 50 | 33 | 13 | 11 | 9  | 48 | 44 | +4  |
|  | 6.   | KuPS          | 40 | 33 | 10 | 10 | 13 | 44 | 55 | -11 |
|  | 7.   | IFK Mariehamn | 38 | 33 | 10 | 8  | 15 | 39 | 47 | -8  |
|  | 8.   | MyPa          | 38 | 33 | 11 | 5  | 17 | 39 | 52 | -13 |
|  | 9.   | VPS           | 37 | 33 | 8  | 13 | 12 | 32 | 44 | -12 |
|  | 10.  | Haka          | 37 | 33 | 10 | 7  | 16 | 36 | 60 | -24 |
|  | 11.  | Jaro          | 31 | 33 | 7  | 10 | 16 | 49 | 64 | -15 |
|  | 12.  | RoPS          | 23 | 33 | 5  | 8  | 20 | 39 | 78 | -39 |

Legenda:
      Campione di Finlandia e ammessa alla UEFA Champions League 2012-2013
      Ammesse in UEFA Europa League 2012-2013
      Retrocesse in Ykkönen
Note:
Tre punti a vittoria, uno a pareggio, zero a sconfitta.

## Risultati

### Tabellone
|             | Hak     | HJK     | Hon     | Int     | Jar     | JJK     | KuP     | Mar     | MyP     | RoP     | TPS     | VPS     |
| ----------- | ------- | ------- | ------- | ------- | ------- | ------- | ------- | ------- | ------- | ------- | ------- | ------- |
| Haka        | ––––    | 0-5 1-3 | 2-2 0-4 | 2-0     | 3-1     | 0-2     | 1-0 2-1 | 0-2 1-1 | 1-2     | 2-0 0-1 | 0-1     | 0-0     |
| HJK         | 5-2     | ––––    | 2-1     | 1-0 4-2 | 1-0 6-0 | 6-2 0-0 | 4-1 1-0 | 1-0     | 4-1     | 5-1 5-0 | 6-0     | 3-0 2-0 |
| Honka       | 1-1     | 0-2 1-1 | ––––    | 2-3     | 4-1 1-1 | 0-0 2-2 | 3-1     | 2-0     | 1-1 2-0 | 1-0 5-2 | 1-2 1-1 | 1-1     |
| Inter Turku | 6-1 1-1 | 1-1     | 4-0 2-2 | ––––    | 2-0     | 2-0 2-1 | 4-4     | 2-0     | 1-1 5-2 | 3-0 6-2 | 0-0     | 3-1     |
| Jaro        | 1-2 1-1 | 1-0     | 2-2     | 1-3 3-2 | ––––    | 1-1 2-3 | 1-1     | 4-0     | 1-5 2-4 | 8-2     | 1-1     | 2-0 0-1 |
| JJK         | 4-2 2-1 | 0-2     | 2-2     | 1-0     | 3-3     | ––––    | 2-0 1-2 | 2-1 2-0 | 1-0 4-0 | 3-0     | 1-1     | 2-0 1-2 |
| KuPS        | 1-2     | 2-4     | 0-2 1-4 | 0-1 2-1 | 1-1     | 4-4     | ––––    | 2-1     | 2-0     | 1-0     | 1-1 2-0 | 2-1 4-2 |
| Mariehamn   | 2-1     | 2-0 0-2 | 1-0 1-1 | 1-0     | 3-1 5-2 | 2-2     | 2-2     | ––––    | 1-1     | 3-3 5-2 | 0-1 0-3 | 0-1     |
| MyPa        | 3-0 2-0 | 0-2 0-1 | 0-1     | 2-3     | 2-1     | 2-1     | 1-0     | 0-2 0-1 | ––––    | 0-4 2-0 | 0-0     | 1-0 2-3 |
| RoPS        | 1-2     | 1-4     | 1-2     | 3-4     | 1-0 0-2 | 1-2 3-3 | 0-0 1-1 | 1-1     | 2-1     | ––––    | 1-1 3-1 | 1-1 0-0 |
| TPS         | 2-0 1-2 | 2-0 2-1 | 2-4     | 2-1 1-1 | 1-3 2-1 | 2-3 2-2 | 5-0     | 2-0     | 2-1 1-1 | 2-1     | ––––    | 1-1     |
| VPS         | 1-1 1-2 | 0-2     | 1-1 0-1 | 3-3 0-0 | 0-0     | 1-1     | 1-1     | 1-0 1-1 | 1-2     | 2-1     | 2-1 3-2 | ––––    |

### Calendario

#### 1ª-22ª giornata
| Andata (1ª) | Andata (1ª) | Prima giornata   | Ritorno (12ª) | Ritorno (12ª) |
|             |             |                  |               |               |
| 02-05       | 0-2         | MyPa-Mariehamn   | 1-1           | 22-06         |
| 06-05       | 0-1         | KuPS-Inter Turku | 4-4           | 29-06         |
| 06-05       | 0-0         | Honka-JJK        | 2-2           | 23-06         |
| 06-05       | 1-0         | RoPS-Jaro        | 2-8           | 29-06         |
| 06-05       | 0-0         | Haka-VPS         | 1-1           | 22-06         |
| 06-05       | 2-0         | TPS-HJK          | 0-6           | 22-06         |

| Andata (3ª) | Andata (3ª) | Terza giornata  | Ritorno (14ª) | Ritorno (14ª) |
|             |             |                 |               |               |
| 12-05       | 2-1         | KuPS-VPS        | 1-1           | 10-07         |
| 12-05       | 1-0         | HJK-Inter Turku | 4-2           | 08-07         |
| 12-05       | 0-1         | MyPa-Honka      | 1-1           | 10-07         |
| 12-05       | 1-2         | RoPS-JJK        | 0-3           | 11-07         |
| 12-05       | 1-3         | TPS-Jaro        | 1-1           | 09-07         |
| 13-05       | 0-2         | Haka-Mariehamn  | 1-2           | 10-07         |

| Andata (5ª) | Andata (5ª) | Quinta giornata | Ritorno (16ª) | Ritorno (16ª) |
|             |             |                 |               |               |
| 19-05       | 2-1         | KuPS-Mariehamn  | 2-2           | 24-07         |
| 19-05       | 1-0         | HJK-Jaro        | 0-1           | 23-07         |
| 19-05       | 3-1         | Inter Turku-VPS | 3-3           | 22-07         |
| 19-05       | 0-4         | MyPa-RoPS       | 2-0           | 25-07         |
| 19-05       | 2-2         | Haka-Honka      | 1-1           | 24-07         |
| 20-05       | 2-3         | TPS-JJK         | 1-1           | 24-07         |

| Andata (7ª) | Andata (7ª) | Settima giornata | Ritorno (18ª) | Ritorno (18ª) |
|             |             |                  |               |               |
| 29-05       | 6-2         | HJK-JJK          | 2-0           | 06-08         |
| 29-05       | 1-0         | VPS-Mariehamn    | 1-0           | 07-08         |
| 29-05       | 1-3         | Jaro-Inter Turku | 0-2           | 06-08         |
| 30-05       | 2-0         | Haka-RoPS        | 2-1           | 07-08         |
| 30-05       | 0-2         | KuPS-Honka       | 1-3           | 07-08         |
| 30-05       | 2-1         | TPS-MyPa         | 0-0           | 07-08         |

| Andata (9ª) | Andata (9ª) | Nona giornata         | Ritorno (20ª) | Ritorno (20ª) |
|             |             |                       |               |               |
| 12-06       | 0-0         | RoPS-KuPS             | 1-1           | 15-08         |
| 12-06       | 1-1         | VPS-Honka             | 1-1           | 15-08         |
| 12-06       | 2-0         | TPS-Haka              | 1-2           | 30-06         |
| 12-06       | 0-2         | MyPa-HJK              | 0-1           | 29-06         |
| 13-06       | 2-0         | Inter Turku-Mariehamn | 2-0           | 15-08         |
| 13-06       | 1-1         | Jaro-JJK              | 3-3           | 15-08         |

| Andata (11ª) | Andata (11ª) | Undicesima giornata | Ritorno (22ª) | Ritorno (22ª) |
|              |              |                     |               |               |
| 18-06        | 0-5          | Haka-HJK            | 1-3           | 29-08         |
| 19-06        | 1-0          | Mariehamn-Honka     | 0-2           | 28-08         |
| 19-06        | 1-5          | Jaro-MyPa           | 1-2           | 29-08         |
| 19-06        | 1-1          | RoPS-VPS            | 0-0           | 28-08         |
| 19-06        | 1-1          | KuPS-TPS            | 0-5           | 26-08         |
| 20-06        | 2-0          | Inter Turku-JJK     | 0-1           | 27-08         |

| Andata (2ª) | Andata (2ª) | Seconda giornata  | Ritorno (13ª) | Ritorno (13ª) |
|             |             |                   |               |               |
| 09-05       | 1-0         | JJK-MyPa          | 1-2           | 04-07         |
| 09-05       | 4-1         | HJK-KuPS          | 4-2           | 04-07         |
| 09-05       | 2-1         | VPS-TPS           | 1-1           | 03-07         |
| 09-05       | 1-2         | Jaro-Haka         | 1-3           | 04-07         |
| 09-05       | 3-3         | Mariehamn-RoPS    | 1-1           | 03-07         |
| 09-05       | 4-0         | Inter Turku-Honka | 3-2           | 03-07         |

| Andata (4ª) | Andata (4ª) | Quarta giornata  | Ritorno (15ª) | Ritorno (15ª) |
|             |             |                  |               |               |
| 15-05       | 1-0         | Honka-RoPS       | 2-1           | 17-07         |
| 15-05       | 0-2         | VPS-HJK          | 0-3           | 16-07         |
| 15-05       | 1-1         | Jaro-KuPS        | 1-1           | 17-07         |
| 16-05       | 0-1         | Mariehamn-TPS    | 0-2           | 17-07         |
| 16-05       | 1-1         | Inter Turku-MyPa | 5-2           | 18-07         |
| 16-05       | 4-2         | JJK-Haka         | 2-0           | 15-07         |

| Andata (6ª) | Andata (6ª) | Sesta giornata   | Ritorno (17ª) | Ritorno (17ª) |
|             |             |                  |               |               |
| 22-05       | 3-0         | MyPa-Haka        | 2-1           | 30-07         |
| 22-05       | 2-0         | Mariehamn-HJK    | 0-1           | 30-07         |
| 22-05       | 3-4         | RoPS-Inter Turku | 0-3           | 01-08         |
| 23-05       | 2-0         | JJK-KuPS         | 4-4           | 31-07         |
| 23-05       | 1-2         | Honka-TPS        | 4-2           | 31-07         |
| 23-05       | 2-0         | Jaro-VPS         | 0-0           | 31-07         |

| Andata (8ª) | Andata (8ª) | Ottava giornata  | Ritorno (19ª) | Ritorno (19ª) |
|             |             |                  |               |               |
| 09-06       | 2-0         | JJK-VPS          | 1-1           | 12-08         |
| 09-06       | 2-0         | KuPS-MyPa        | 2-0           | 12-08         |
| 09-06       | 0-2         | Honka-HJK        | 1-2           | 12-08         |
| 09-06       | 1-1         | RoPS-TPS         | 1-2           | 12-08         |
| 09-06       | 6-1         | Inter Turku-Haka | 0-2           | 12-08         |
| 10-06       | 3-1         | Mariehamn-Jaro   | 0-4           | 12-08         |

| Andata (10ª) | Andata (10ª) | Decima giornata | Ritorno (21ª) | Ritorno (21ª) |
|              |              |                 |               |               |
| 15-06        | 5-1          | HJK-RoPS        | 5-0           | 21-08         |
| 15-06        | 1-0          | Haka-KuPS       | 2-1           | 19-08         |
| 16-06        | 4-1          | Honka-Jaro      | 2-2           | 22-08         |
| 16-06        | 2-1          | JJK-Mariehamn   | 2-2           | 21-08         |
| 16-06        | 2-1          | TPS-Inter Turku | 0-0           | 22-08         |
| 16-06        | 1-0          | MyPa-VPS        | 2-1           | 21-08         |

#### 23ª-33ª giornata
| Ventitreesima giornata |                  |     |
|                        |                  |     |
| 08-09                  | MyPa-Mariehamn   | 0-1 |
| 09-09                  | KuPS-Inter Turku | 2-1 |
| 08-09                  | Honka-JJK        | 2-2 |
| 08-09                  | RoPS-Jaro        | 0-2 |
| 08-09                  | VPS-Haka         | 1-2 |
| 08-09                  | TPS-HJK          | 2-1 |

| Venticinquesima giornata |                 |     |
|                          |                 |     |
| 18-09                    | KuPS-VPS        | 4-2 |
| 18-09                    | Inter Turku-HJK | 1-1 |
| 18-09                    | Honka-MyPa      | 2-0 |
| 18-09                    | RoPS-JJK        | 3-3 |
| 16-09                    | TPS-Jaro        | 2-1 |
| 19-09                    | Haka-Mariehamn  | 1-1 |

| Ventisettesima giornata |                 |     |
|                         |                 |     |
| 28-09                   | KuPS-Mariehamn  | 2-1 |
| 28-09                   | HJK-Jaro        | 6-0 |
| 26-09                   | VPS-Inter Turku | 0-0 |
| 26-09                   | RoPS-MyPa       | 2-1 |
| 28-09                   | Haka-Honka      | 0-4 |
| 28-09                   | TPS-JJK         | 2-2 |

| Ventinovesima giornata |                  |     |
|                        |                  |     |
| 13-10                  | HJK-JJK          | 0-0 |
| 13-10                  | VPS-Mariehamn    | 1-1 |
| 14-10                  | Jaro-Inter Turku | 3-2 |
| 13-10                  | Haka-RoPS        | 0-1 |
| 13-10                  | KuPS-Honka       | 1-4 |
| 13-10                  | TPS-MyPa         | 1-1 |

| Trentunesima giornata |                       |     |
|                       |                       |     |
| 22-10                 | KuPS-RoPS             | 1-0 |
| 22-10                 | VPS-Honka             | 0-1 |
| 22-10                 | Haka-TPS              | 0-1 |
| 22-10                 | HJK-MyPa              | 4-1 |
| 22-10                 | Mariehamn-Inter Turku | 1-0 |
| 22-10                 | Jaro-JJK              | 2-3 |

| Trentatreesima giornata |                 |     |
|                         |                 |     |
| 29-10                   | HJK-Haka        | 5-2 |
| 29-10                   | Mariehamn-Honka | 1-1 |
| 29-10                   | Jaro-MyPa       | 2-4 |
| 29-10                   | VPS-RoPS        | 2-1 |
| 29-10                   | KuPS-TPS        | 2-0 |
| 29-10                   | Inter Turku-JJK | 2-1 |

| Ventiquattresima giornata |                   |     |
|                           |                   |     |
| 11-09                     | JJK-MyPa          | 4-0 |
| 12-09                     | HJK-KuPS          | 1-0 |
| 11-09                     | VPS-TPS           | 3-2 |
| 11-09                     | Jaro-Haka         | 1-1 |
| 11-09                     | Mariehamn-RoPS    | 5-2 |
| 12-09                     | Inter Turku-Honka | 2-2 |

| Ventiseiesima giornata |                  |     |
|                        |                  |     |
| 21-09                  | Honka-RoPS       | 5-2 |
| 21-09                  | HJK-VPS          | 2-0 |
| 21-09                  | Jaro-KuPS        | 1-1 |
| 22-09                  | Mariehamn-TPS    | 0-3 |
| 21-09                  | MyPa-Inter Turku | 2-3 |
| 25-09                  | JJK-Haka         | 2-1 |

| Ventottesima giornata |                  |     |
|                       |                  |     |
| 03-10                 | MyPa-Haka        | 2-0 |
| 02-10                 | Mariehamn-HJK    | 0-2 |
| 03-10                 | Inter Turku-RoPS | 6-2 |
| 02-10                 | JJK-KuPS         | 1-2 |
| 02-10                 | Honka-TPS        | 1-1 |
| 02-10                 | Jaro-VPS         | 0-1 |

| Trentesima giornata |                  |     |
|                     |                  |     |
| 16-10               | JJK-VPS          | 1-2 |
| 17-10               | MyPa-KuPS        | 1-0 |
| 16-10               | Honka-HJK        | 1-1 |
| 16-10               | RoPS-TPS         | 3-1 |
| 17-10               | Inter Turku-Haka | 1-1 |
| 17-10               | Mariehamn-Jaro   | 5-2 |

| Trentaduesima giornata |                 |     |
|                        |                 |     |
| 26-10                  | RoPS-HJK        | 1-4 |
| 26-10                  | Haka-KuPS       | 2-1 |
| 26-10                  | Honka-Jaro      | 1-1 |
| 26-10                  | JJK-Mariehamn   | 2-0 |
| 26-10                  | TPS-Inter Turku | 1-1 |
| 26-10                  | MyPa-VPS        | 2-3 |

## Statistiche

### Squadre

#### Capoliste
- 2ª giornata: Inter Turku
- dalla 4ª alla 6ª giornata: JJK
- 9ª giornata: Inter Turku
- dalla 10ª giornata: HJK

#### Record
- Maggior numero di vittorie: HJK (26)
- Minor numero di vittorie: RoPS (5)
- Maggior numero di pareggi: Honka  (14)
- Minor numero di pareggi: HJK (3)
- Maggior numero di sconfitte: RoPS (20)
- Minor numero di sconfitte: HJK (4)
- Miglior differenza reti: HJK (+63)
- Peggior differenza reti: RoPS (-39)
- Miglior attacco: HJK (86 reti fatte)
- Miglior difesa: HJK (23 reti subite)
- Peggior attacco: VPS (32 reti fatte)
- Peggior difesa: RoPS (78 reti subite)
- Partita con più gol: Jaro-RoPS 8-2 (10 gol)

### Individuali

#### Classifica marcatori
| Gol |  |  | Giocatore         | Squadra     |
| --- |  |  | ----------------- | ----------- |
| 22  |  |  | Timo Furuholm     | Inter Turku |
| 16  |  |  | Tamás Gruborovics | JJK         |
| 16  |  |  | Mika Ojala        | Inter Turku |
| 16  |  |  | Akseli Pelvas     | HJK         |
| 15  |  |  | Henri Lehtonen    | Inter Turku |
| 15  |  |  | Berat Sadik       | HJK         |
| 15  |  |  | Demba Savage      | Honka       |
| 14  |  |  | Babatunde Wusu    | JJK         |
| 11  |  |  | Mika Ääritalo     | TPS         |
| 11  |  |  | Papa Niang        | Jaro        |
| 11  |  |  | Teemu Pukki       | HJK         |
| 11  |  |  | Ilja Venäläinen   | KuPS        |
| 10  |  |  | José Rivera       | RoPS        |